# Atlasløve
Atlasløve (latin: Panthera leo leo) er en underart af løven, som uddøde i naturen i første halvdel af 1900-tallet. Tre Atlas løver lever i fangeskab i Belfast Zoo.
Atlasløven er den løve som romerne brugte i arenaen til at kæmpe mod gladiatorer, men er nu tæt på total udryddelse. Dette er også den største af alle løve-underarter. Den er uddød i det fri, men flere mener at være i besiddelse af en eller flere atlasløver i fangenskab. Den levede i Nordafrika, fra Marokko til Egypten.
Den sidste vildtlevende atlasløve blev dræbt i Marokko i 1922.
De evolutionære forhold mellem løvens (Panthera leo) forskellige underarter er ikke helt tydelig. Paleontologerne anser at Atlasløven (Panthera leo leo) udviklede sig fra en population af europæiske løver (Panthera leo europaea), der i sig selv stammer fra asiatiske løver (Panthera leo persica), som stadig levede, omend i faldende antal, i dagens Indien. I et internationalt forskningsprojekt har forskere udvundet DNA-sekvenser fra forskellige Atlasløver i samlinger på naturhistoriske museers, og sammenlignet derefter disse sekvenser med DNA fra nulevende zooløve for at se, hvor meget "Atlasløve" som findes i disse katte, som ofte er en genetik blanding af flere underarter. Hanner og hunner med en høj andel af Atlasløve-DNA vil derefter blive parret selektivt, ligesom deres efterkommere, det ultimative mål er genskabelsen af Atlasløven.